# Gustav von Pritzelwitz
Gustav Karl Ludwig Leopold Heinrich Friedrich Hermann von Pritzelwitz (né le 1er janvier 1813 à Berlin et mort le 25 mars 1895 à Potsdam) est un général d'infanterie prussien et gouverneur de la forteresse de Mayence.

## Biographie

### Origine
Il est le fils du major-général prussien Karl Ludwig von Pritzelwitz (de) (1768-1839) et de son épouse Henriette Luise Friederike, née von Schladen (de) (1773-1859).

### Carrière militaire
Pritzelwitz étudie d'abord aux maisons des cadets de Potsdam et de Berlin. Le 13 août 1830, il est engagé comme sous-officier dans le 2e régiment de grenadiers de la Garde de l'armée prussienne. Le 14 avril 1832, il est promu au rang de sous-lieutenant et occupe le poste d'adjudant de régiment du 16 janvier 1842 au 12 mai 1847. Ensuite, Pritzelwitz est adjudant de la 1re brigade de la Garde de la Landwehr-Brigade et est nommé premier-lieutenant le 6 avril 1848. Le 12 avril 1849, il est ensuite affecté comme adjudant au commandement de l'infanterie de la Garde. Tout en restant dans ce commandement, Pritzelwitz est promu capitaine et placé à la suite dans le 2e régiment de grenadiers de la Garde. Avec effet au 18 juin 1853, Pritzelwitz retourne au service des troupes en tant que commandant de compagnie dans son régiment. En tant que major, il devient officier d'état-major titulaire le 20 septembre 1856 et est nommé en novembre de l'année suivante commandant en second du 2e bataillon du 4e régiment de la Garde de la Landwehr à Coblence. Le 1er juin 1858, il est transféré à Sarrelouis en tant que commandant du 2e bataillon du 29e régiment d'Infanterie. De là, Pritzelwitz est affecté le 19 juin 1860 au ministère de la Guerre à Berlin. Le 6 octobre 1860, il y est nommé chef du département de l'habillement. Entre-temps, Pritzelwitz est promu colonel et nommé le 13 août 1864 commandant du 3e régiment de grenadiers de la Garde. Il dirigea cette unité en 1866 lors de la guerre contre l'Autriche lors des batailles de Trautenau et de Könighof. Lors de la bataille de Sadowa, il dirige l'avant-garde de la 2e division d'infanterie de la Garde et capturé Lipa (de) avec son régiment. Pour ses réalisations, Pritzelwitz reçoit l'ordre de l'Aigle rouge de 2e classe avec feuilles de chêne et épées.
Après la conclusion de la paix, il devient commandant de la 42e brigade d'infanterie nouvellement créée à Francfort-sur-le-Main. Dans cette position, il est promu au grade de général de division le 31 décembre 1866, par brevet du 30 octobre 1866. En tant que tel, Pritzelwitz reçoit le 18 septembre 1867 le commandement de la 34e brigade d'infanterie (de) stationnée à Schwerin. En 1868, il conclut la convention militaire avec la Prusse pour le Mecklembourg-Schwerin.
Avec le début de la guerre contre la France, Pritzelwitz est nommé commandant de la 2e division d'infanterie. Il dirige cette grande unité lors des batailles de Borny-Colombey, Noisseville, Amiens et l'encerclement de Metz. En plus des deux classes de la croix de fer, Pritzelwitz reçoit la Croix du Mérite militaire du Mecklembourg de 1re classe. Le jour de la proclamation de l'Empire allemand (de), il est promu lieutenant général et après le traité de paix de Versailles, le 23 mai 1871, il est transféré aux officiers de l'armée.
Il est ensuite nommé commandant de la 28e division d'infanterie à Karlsruhe le 3 juin 1871. Il est ensuite nommé gouverneur de la forteresse de Mayence le 30 novembre 1875. En cette qualité, Pritzelwitz reçoit le 3 février 1880 le caractère de général d'infanterie et est décoré le 13 août 1880, à l'occasion de ses 50 ans de service, de la Grand-Croix de l'ordre de l'Aigle rouge avec feuilles de chêne et épées sur l'anneau et le chiffre "50". Le 16 novembre 1880, il est mis à disposition avec la pension légale. Il était chevalier de droit de l'Ordre de Saint-Jean.
En reconnaissance ultérieure de ses nombreuses années de service, l'empereur Guillaume Ier a donné à un un ouvrage de la forteresse de Mayence le nom de "Kavalier Pritzelwitz".

### Famille
Pritzelwitz se marie le 10 avril 1850 à Brzesnitz avec Karoline von Wrochem (1821–1907). De ce mariage est né, entre autres, le général prussien de l'infanterie Kurt von Pritzelwitz (1854-1935).